# Fran González (futbolista nacido en 2005)
Francisco Javier González Pérez (León, Castilla y León; 24 de junio de 2005) es un futbolista español que juega como portero en el Real Madrid Castilla de la Primera Federación.

## Carrera

### Cultural Leonesa
Fran González nació el 24 de junio de 2005 en León. Desde sus inicios en el fútbol a los cinco años, Fran González se ha forjado en las inferiores de Cultural Leonesa, donde demostró un talento excepcional como guardameta. Estuvo 12 temporadas en las inferiores del club.

### Real Madrid
En 2022, González se incorporó al Real Madrid tras una temporada en la Liga Nacional con el Juvenil B de Cultural Leonesa.
Su rendimiento en el Real Madrid Juvenil B llamó la atención, sobre todo bajo la atenta mirada de Luis Llopis, el entrenador de porteros del primer equipo bajo la dirección de Carlo Ancelotti. 
En julio de 2023,  Fran González fue convocado para la pretemporada del primer equipo del Real Madrid en Estados Unidos, marcando un hito en su carrera. Su extensión de contrato por cinco años con el Real Madrid consolidó su posición y lo convirtió en uno de los cuatro porteros para la temporada 2023/24.
Fran González se incorporó al Juvenil A del Real Madrid, rotando partidos con el Real Madrid C en la Tercera Federación. A pesar de no formar parte de la plantilla del primer equipo, su juventud no le impidió ser titular en la Tercera Federación en la victoria por 0-1 en Las Rozas. También viajó con el primer equipo en su gira por Estados Unidos y fue inscrito para la Champions League.
También ha sido convocado para representar a la selección española sub-19. 
Fran González  marcaría uno de los momentos más importantes de su carrera el 4 de abril de 2025 debutando en el primer equipo contra el Valencia en LaLiga en el Estadio Santiago Bernabéu. El partido terminó con una derrota por 1-2. 